# ATP Mumbai Open 2007
L'ATP Mumbai Open 2007, noto per motivi di sponsorizzazioni anche come Kingfisher Airlines Tennis Open 2007, è stato un torneo di tennis giocato sul cemento. 
È stata l'11ª edizione dell'ATP Mumbai Open, che fa parte della categoria International Series nell'ambito dell'ATP Tour 2007.
Si è giocato al Cricket Club of India di Mumbai in India,
dal 24 al 30 settembre 2007.

## Campioni

### Singolare
Richard Gasquet ha battuto in finale  Olivier Rochus con il punteggio di 6–3, 6–4

### Doppio
Robert Lindstedt /  Jarkko Nieminen hanno battuto in finale  Rohan Bopanna /  Aisam-ul-Haq Qureshi con il punteggio di 7–6(3), 7–6(5)